# Église Saint-Amans de Tayrac
Pour les articles homonymes, voir Église Saint-Amans.
L'église Saint-Amans est une église catholique située à Tayrac, en France.

## Localisation
L'église Saint-Amans est située à Tayrac, dans le département français de Lot-et-Garonne.

## Historique
L'église Saint-Amans de Tayrac était une dépendance de l'abbaye de Saint-Maurin. En 1235, l'évêque d'Agen Raoul de Peyrines a donné à l'abbé de Saint-Maurin la moitié des dîmes de la paroisse de Tayrac. Les religieux de Saint-Maurin ont acheté l'autre moitié des droits deux ans plus tard. L'abbé de Saint-Maurin, Gausbert Girval, a trouvé un accord avec le seigneur de Clermont-Dessus (Clermont-Soubiran) pour fixer les limites de la paroisse de Saint-Amans de Tayrac. 
Au cours du temps, l'église de Tayrac a été transformée en prieuré, mais il disparaît au cours de la guerre de Cent Ans et ses biens font retour à la mense abbatiale. L'abbé de Saint-Maurin vend la maison de ce prieuré le 18 mai 1571.
L'église a été construite au XIIe siècle. Elle est entièrement voûtée.
Deux chapelles voûtées ont été ajoutées au XVIe siècle, l'une du côté de l'évangile, au nord, dédiée à saint Antoine, l'autre du côté de l'épître, dédiée à sainte Catherine. La chapelle nord porte les armes des du Sorbier, seigneurs de Tayrac.
L'église a aussi été remaniée au XVIIe siècle et au XIXe siècle.
L'église est inscrite au titre des monuments historiques le 18 juin 1998.